# Cornus florida
Cornus florida — вид квіткових рослин з родини деренових (Cornaceae).

## Біоморфологічна характеристика
Дерево до 20 метрів заввишки. Стебла скупчені, іноді полягають і вкорінюються у вузлах. Кора утворює прямокутні пластинки. Гілочки зелені, бордові чи червоні, притиснуто-волосисті. Листки на 3–20 мм ніжках; пластинка яйцеподібна, еліптична або обернено-яйцеподібна, 5–12 × 2–7 см, абаксіальна поверхня (низ) білувата, притиснуто-волосиста, пучки прямовисних волосків присутні в пазухах вторинних жилок, адаксіальна поверхня темно-зелена, притиснуто-волосиста, верхівка різко загострена. Суцвіття плосковерхі, 1–2 см у діаметрі, 15–30-квіткові. Пелюсткоподібні приквітки 4, оточують і охоплюють суцвіття протягом зими, білі чи з червоним відтінком і з коричневими чи білими мозолями на верхівці, обернено-яйцюваті чи зворотно-серцеподібні, 2–6 × 1–4.5 см, верхівка округла чи вирізана. Квітки: чашолистки 0.5–0.8 мм; пелюстки кремові чи жовто-зелені, 3–3.5 мм. Кістянки зазвичай червоні, рідше жовті, при висиханні чорні, відходять одна від одної, круглі в перерізі, 13–18 × 6–9 мм; кісточки еліпсоїдні, 10–12 × 4–7 мм, гладкі. 2n = 44. Цвітіння: березень — червень, плодіння: серпень — жовтень.

## Поширення
Росте в пд.-сх. Канаді, в сх. ч. США, в сх. Мексиці. Населяє листяні, змішані та соснові ліси; 0–2000 метрів.

## Використання
Плоди їдять приготовленими. 
У сучасному травництві використовується мало. Висушена кора кореня має протизапальну, в'яжучу, потогінну, м'яку стимулюючу та тонізуючу дію. Чай або настоянка в’яжучої кори кореня використовувалася як замінник хініну для лікування малярії, а також у лікуванні хронічної діареї. Кору також використовували як припарку на зовнішні виразки, рани тощо. Внутрішню кору варили і пили чай, щоб знизити жар і відновити втрачений голос. Складний настій кори і кореня використовується для лікування різних дитячих хвороб, таких як кір і глисти. Його часто використовували у вигляді ванни. Плоди використовують як гіркий травний тонік.
Рослину висаджують на розроблених землях в Індіані, а також на вироблених землях у Міссурі, Канзасі та Оклахомі.
З волокнистого кореня отримують червоний барвник. Очищені гілочки використовують як зубні щітки, ними добре відбілювати зуби. Сік з гілочок зберігає і зміцнює ясна. Гілочки також можна жувати для виготовлення натуральних пензликів. З кори, змішаної з гуміарабіком і залізним купоросом, можна зробити чорне чорнило. Коричнева деревина тверда, важка, міцна, дрібнозерниста, довговічна, добре полірується та надзвичайно стійка до ударів. Чудова сировина для виробництва дрібних виробів, вона використовується для виготовлення втулок коліс, рукояток інструментів, головок ключок для гольфу, підшипників, токарних виробів тощо. Деревина є хорошим паливом і використовується для виготовлення деревного вугілля.

## Галерея

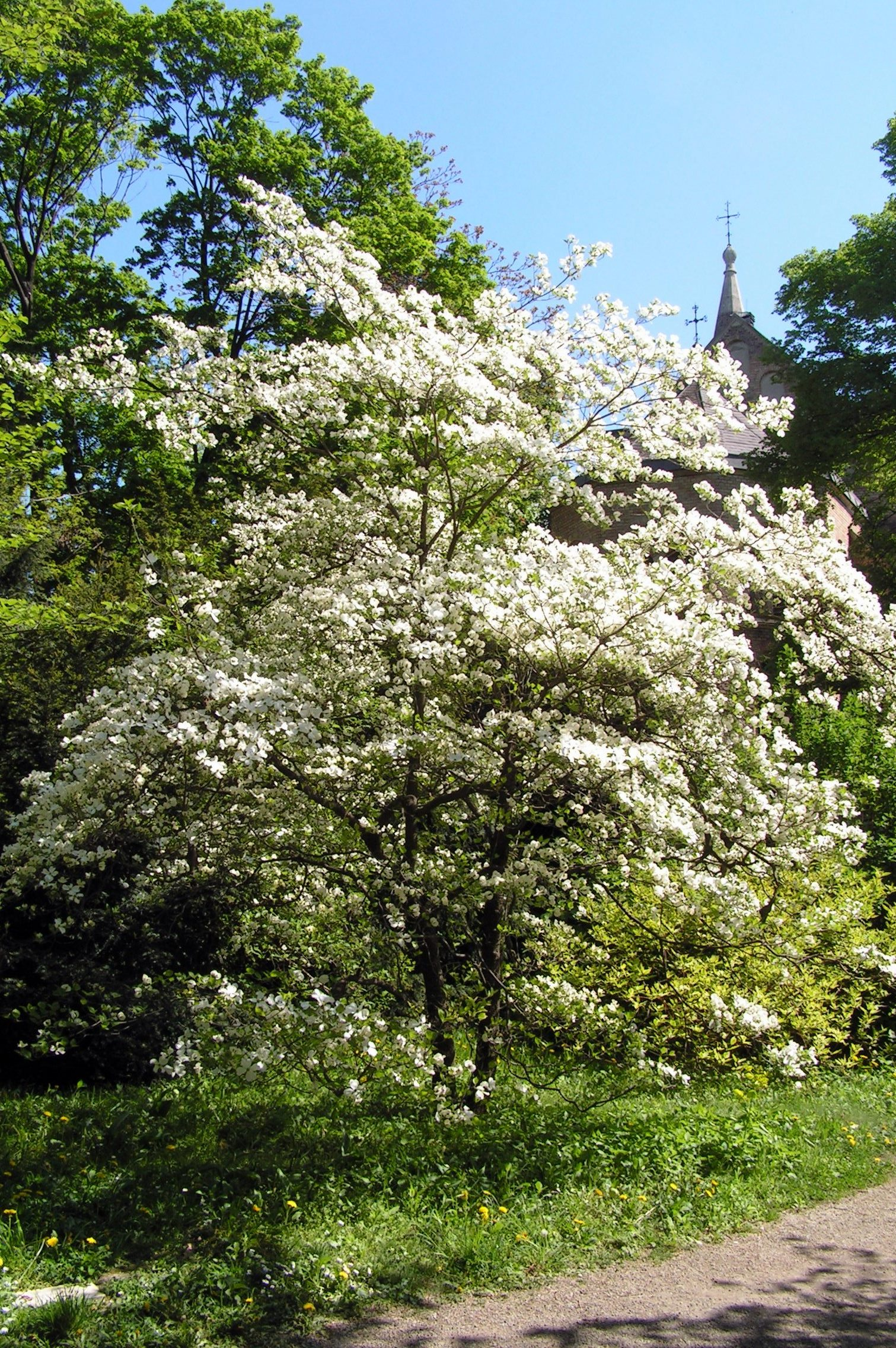
весняні кольори
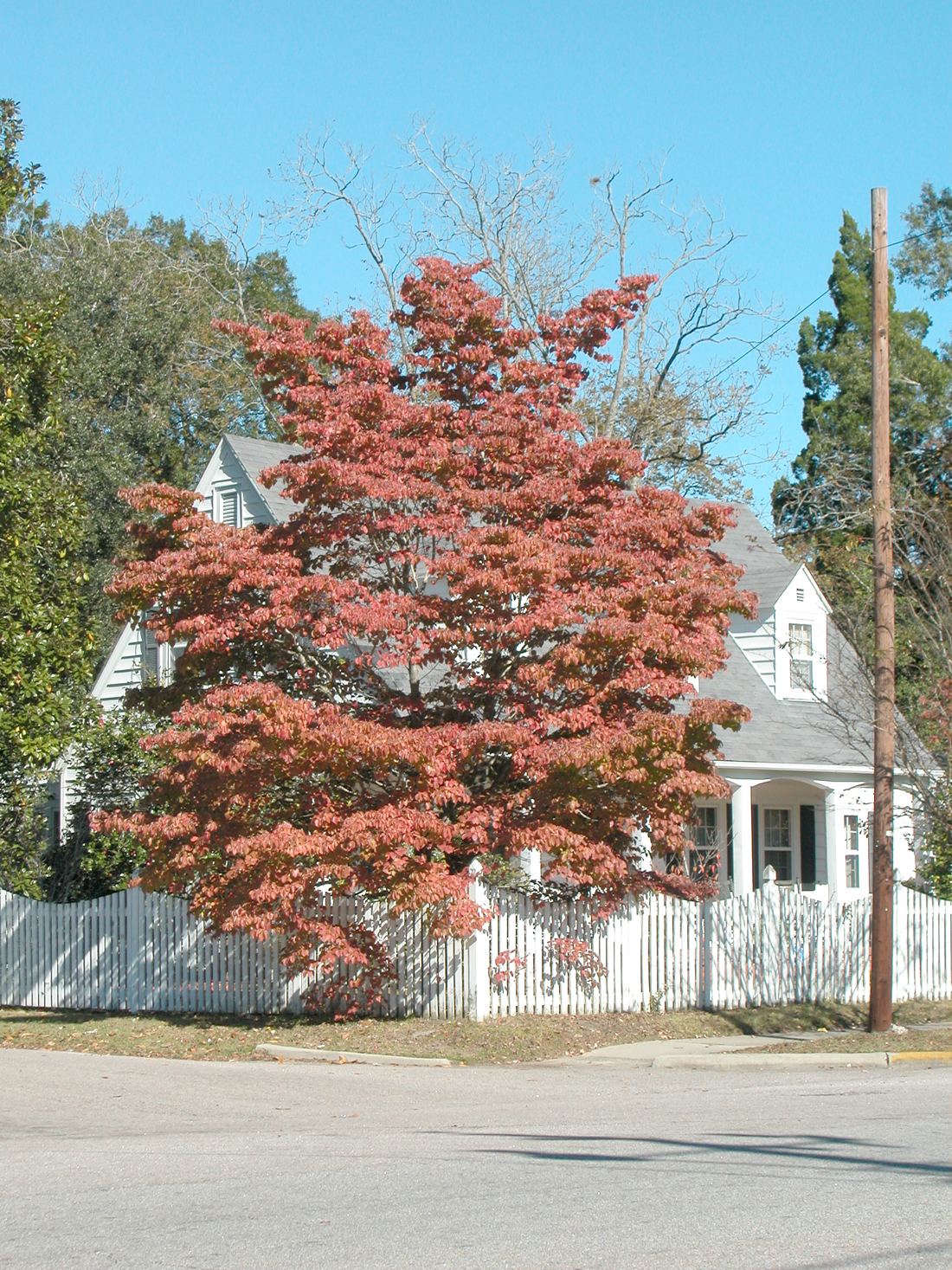
осінні кольори
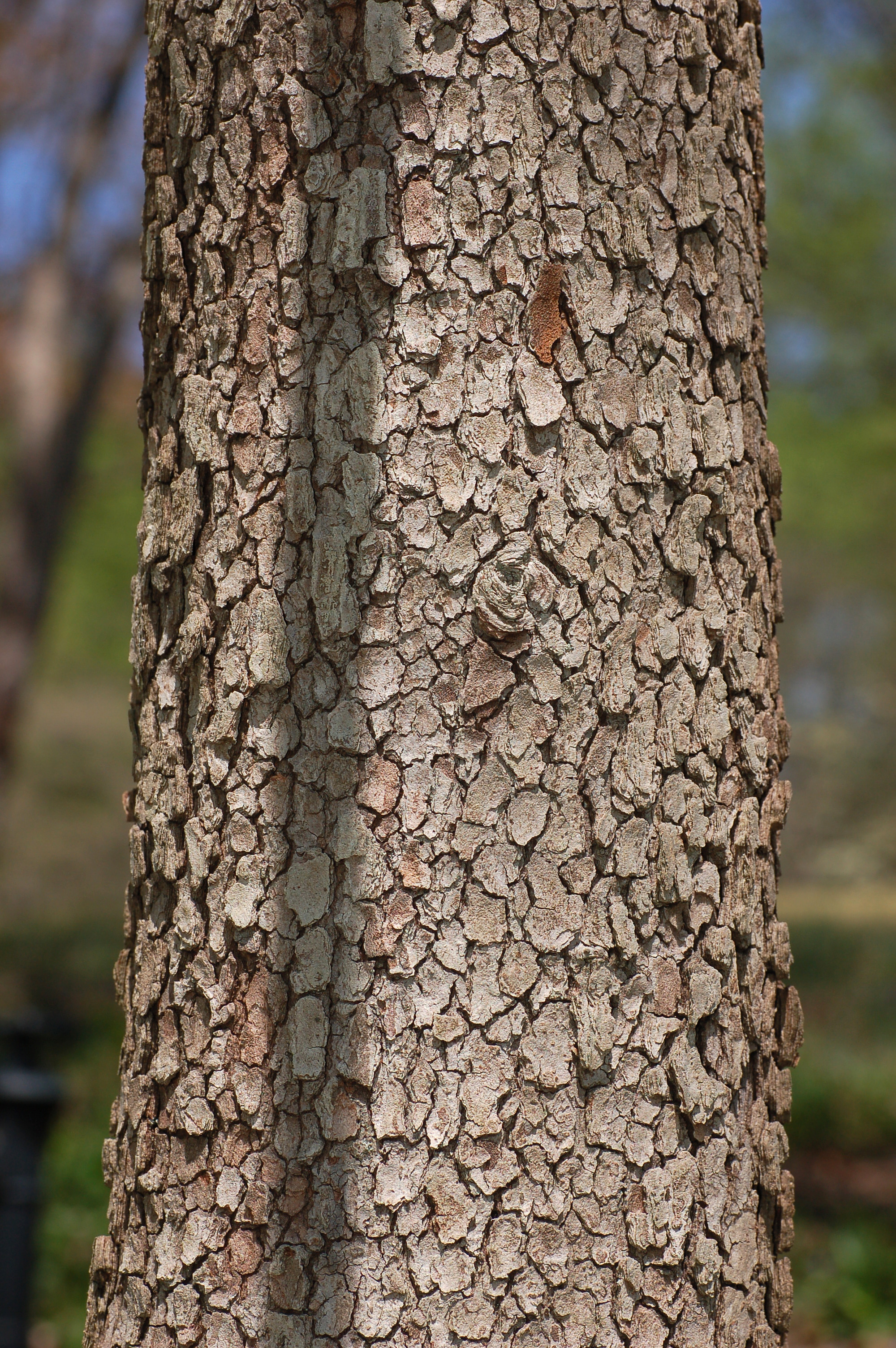
кора
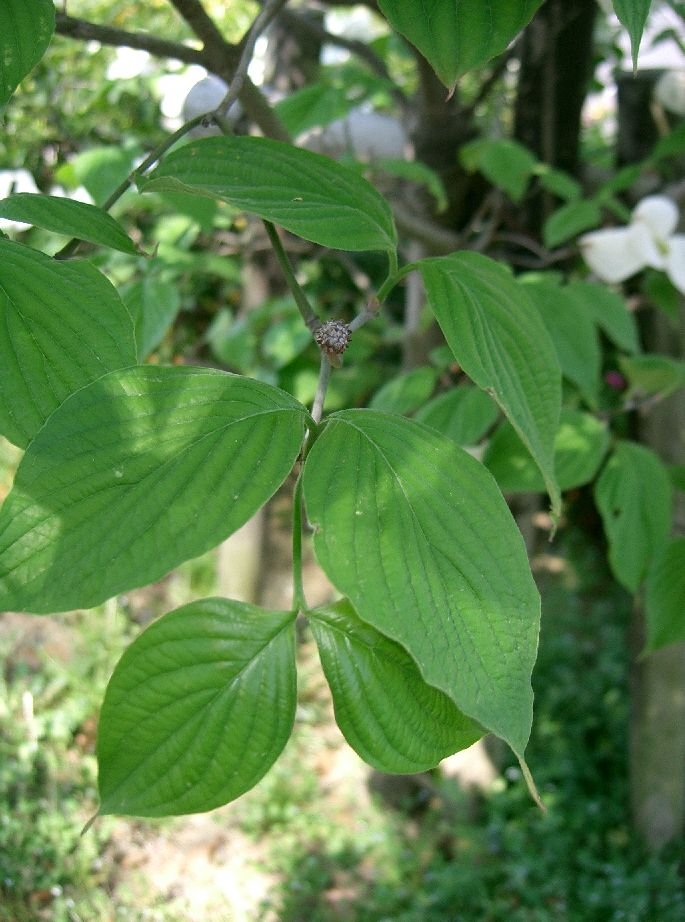
листки
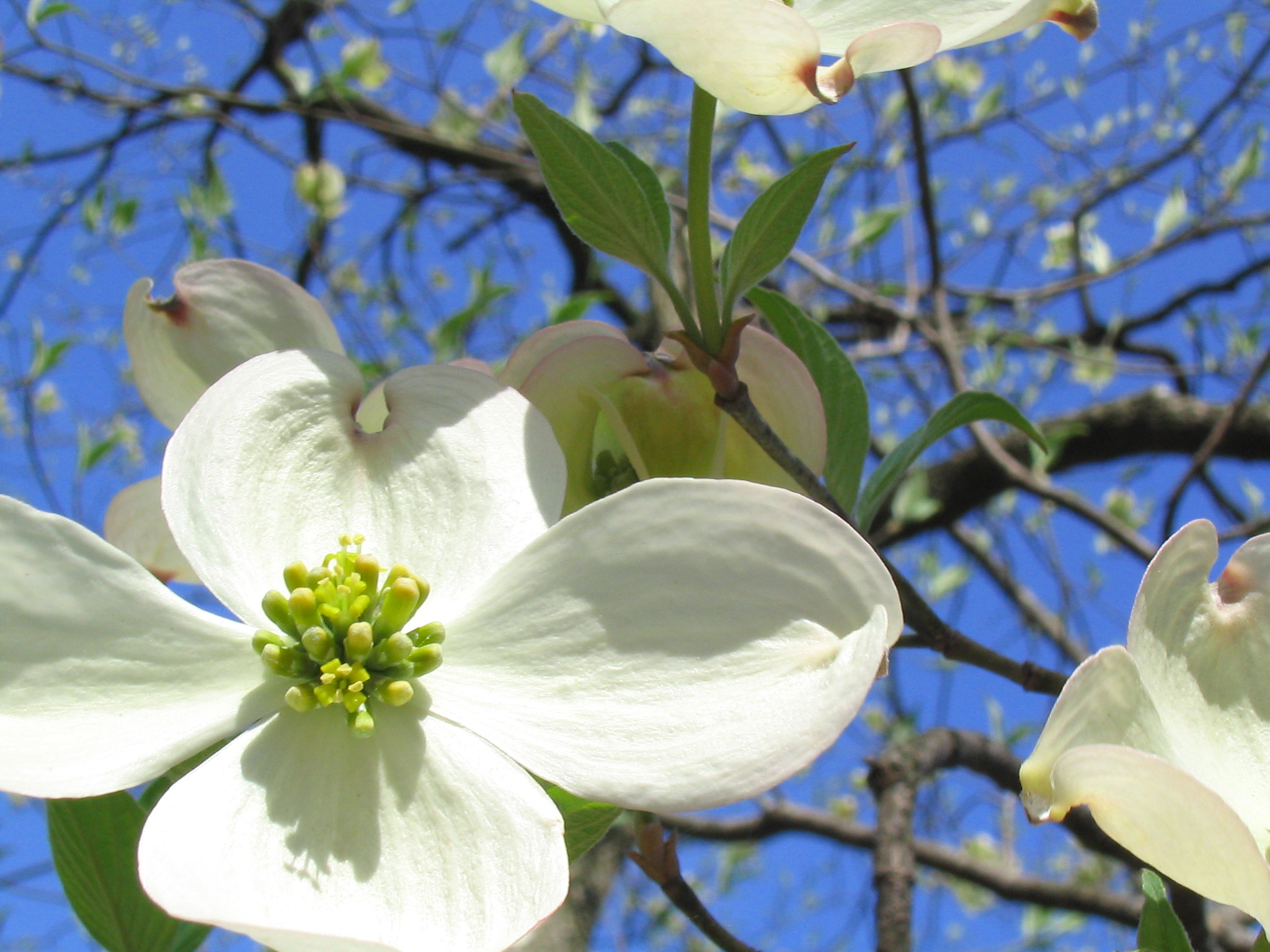
квіти
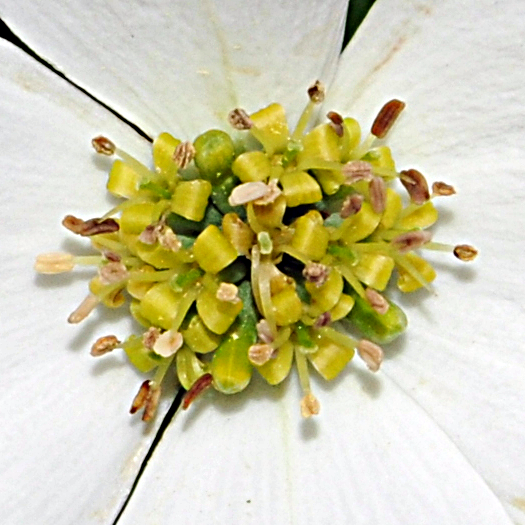
квіти зблизька
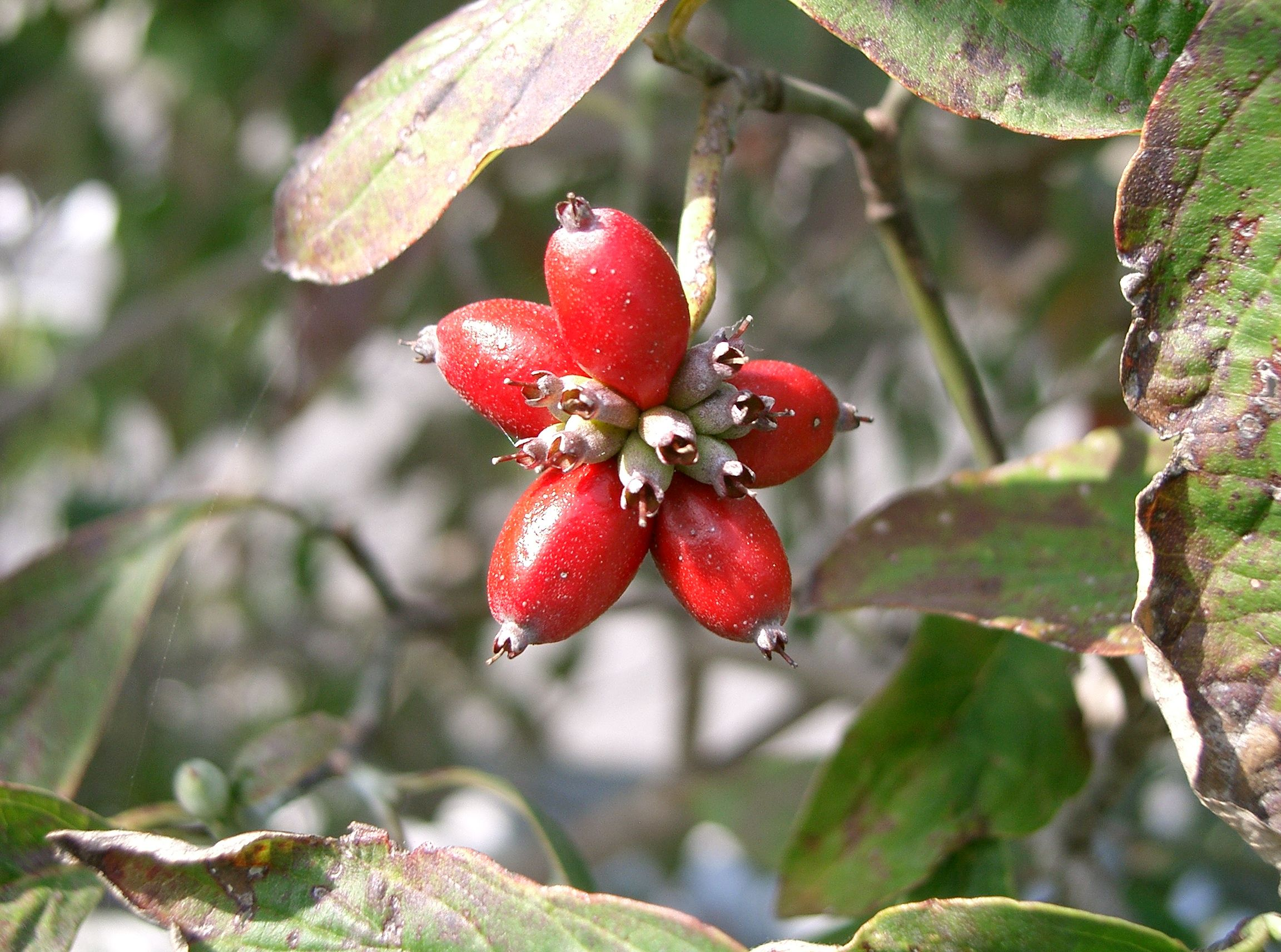
плоди
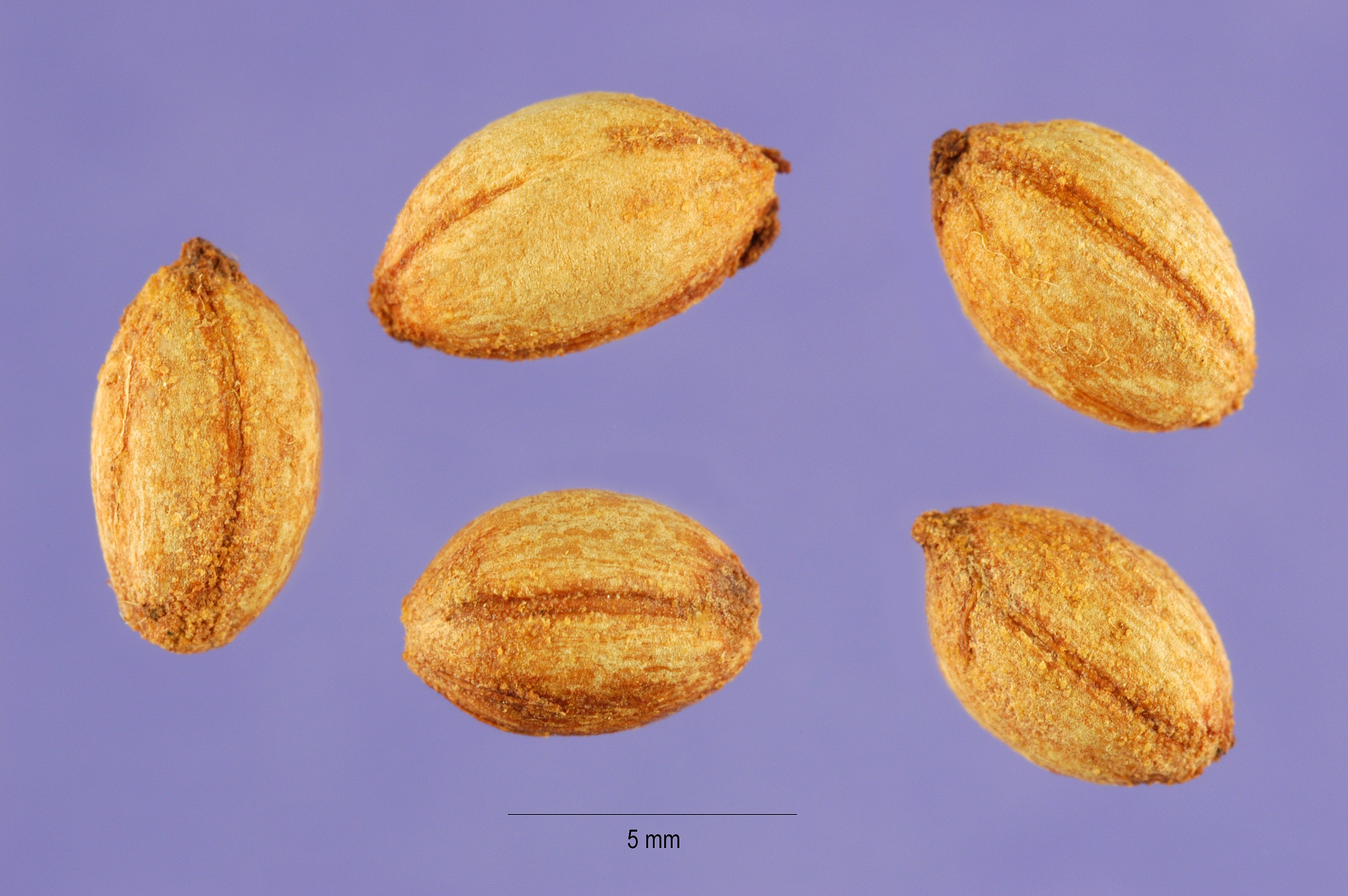
насіння
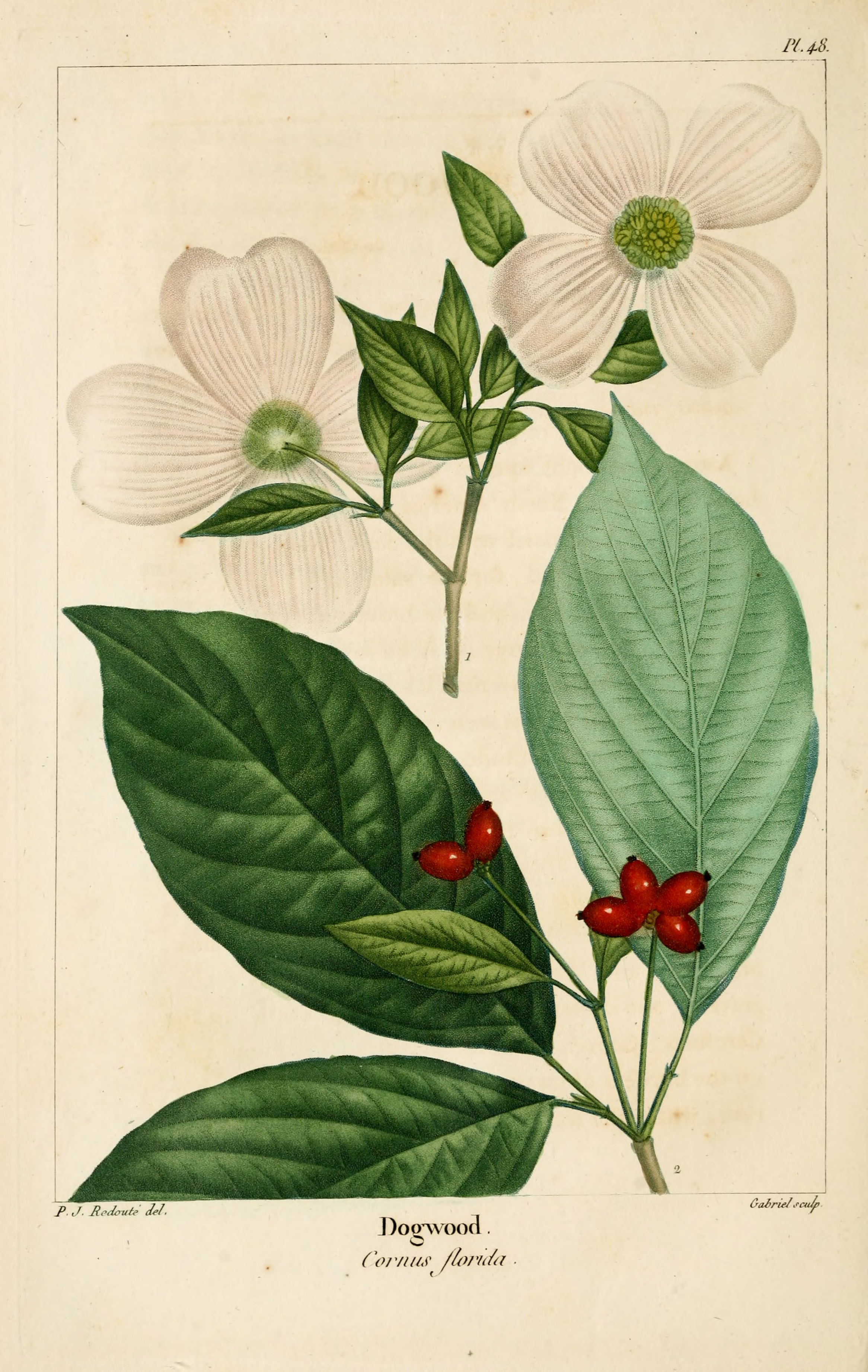
ілюстрація